# ظافر توزون
ظافر توزون (بالتركية: Zafer Tüzün)‏ هو مدرب كرة قدم ولاعب كرة قدم تركي في مركز الهجوم، ولد في 30 أغسطس 1962 في إسكي شهر في تركيا. لعب مع إسكيشهرسبور ونادي فنربخشة.

## وصلات خارجية
- ظافر توزون على موقع اتحاد تركيا (لاعب) (الإنجليزية)
- ظافر توزون على موقع اتحاد تركيا (مدرب) (الإنجليزية)
- ظافر توزون على موقع قاعدة بيانات كرة القدم.إي يو (الإنجليزية)